# Gerhard Willem Navis
Gerhard Willem Navis (Ruurlo, 4 juli 1901 - Bussum, 11 april 1945) was een Nederlandse verzetsstrijder tijdens de Tweede Wereldoorlog.

## Jeugd en opleiding
Navis werd geboren in Ruurlo waar zijn vader de gemeenteveldwachter en gemeenteontvanger was. Navis was de jongste van twee zonen en kon gaan studeren te Delft waar hij ingenieur werd.

## Oorlogsperiode
Gerhard Willem Navis werd na zijn studie ingenieur bij de afdeling telefonie van de Amsterdamse PTT. Hij maakte voor het verzet een zogenaamde "rode telefoonlijn" waarmee met behulp van speciale codes de Engelse en Duitse zenders en de interne berichtenlijn kon worden afgeluisterd. Ook trof hij voorbereidingen door schakelingen aan te brengen zodat te zijner tijd het hele telefoonnet door deze sabotage lamgelegd kon worden.

## Arrestatie en overlijden
Navis woonde in Bussum, vlak achter het hoofdkwartier van Arthur Seyss-Inquart aldaar. De laatste kreeg last van een telefoonstoring en stuurde een wachtpost naar buurman Navis om daar te gaan telefoneren. Helaas voor Navis stond de telefoon juist ingesteld op afluisteren. Navis werd hierop voor verhoor door de Duitsers meegenomen. Zijn zoon Wim waarschuwde het verzet zodat er op zijn werk niet meer gevonden werd door de Duitsers. Die veroordeelden Navis toen voor illegale stroomaftap omdat ze geen bewijs meer konden vinden voor verzetsactiviteiten.
Hij belandde met dertig medegevangenen in een cel in Amsterdam. Dit waren mensen die de Duitsers niet vertrouwden. Men liet daarom ter liquidatie de cel besmetten met difteriebacteriën. Navis werd meteen ziek en werd met een bekeuring van driehonderd gulden naar huis gestuurd. Vanwege gebrek aan medicijnen overleed hij thuisgekomen al na enkele dagen.
Uiteindelijk werd hij begraven op het Ereveld Loenen.

## Personalia
Navis was een volle neef van Gerrit Willem Navis, een andere verzetsstrijder. Gerard Willem was gehuwd en kreeg één zoon.
1. ↑  Gerhard Willem Navis. Oorlogsgraven stichting. Geraadpleegd op 22 april 2025.